# Путињано
Путињано (итал. Putignano) је насеље у Италији у округу Бари, региону Апулија.
Према процени из 2011. у насељу је живело 23661 становника. Насеље се налази на надморској висини од 371 м.

## Становништво
Према резултатима пописа становништва 2011. у општини је живело 27.083 становника.
| 1931.  | 1936.  | 1951.  | 1961.  | 1971.  | 1981.  | 1991.  | 2001.  | 2011.  |
| ------ | ------ | ------ | ------ | ------ | ------ | ------ | ------ | ------ |
| 16.180 | 16.677 | 19.000 | 19.664 | 22.329 | 25.432 | 26.992 | 28.176 | 27.083 |

## Партнерски градови
- Вајсејлија
- Гох